# Typhlodromips nestorus
Typhlodromips nestorus är en spindeldjursart som beskrevs av John Stanley Beard 200. Typhlodromips nestorus ingår i släktet Typhlodromips och familjen Phytoseiidae. Inga underarter finns listade i Catalogue of Life.